# Myurium acuminatum
Myurium acuminatum là một loài Rêu trong họ Myuriaceae. Loài này được (Dixon & P. de la Varde) S. He & Snider miêu tả khoa học đầu tiên năm 1992.